# نيون أبيس
نيون أبيس (Neon Abyss) هي لعبة فيديو من نوع الركض وإطلاق النار مع عناصر روجلايك، تم تطويرها من قبل استديو فييو جيمز. تتمحور اللعبة حول أعضاء فرقة غريم سكواد وهم يهبطون إلى الهاوية، والتي تتكون من سلسلة من المستويات ذات الغرف التي تم إنشاؤها إجرائياً، سعياً وراء الكيانات القوية المعروفة باسم الآلهات الجديدة. يمكن للشخصيات استخدام مجموعة متنوعة من الأسلحة النارية والقدرات الخاصة لمحاربة الأعداء في كل مستوى. تم إصدار نيون أبيس لمنصات متعددة في 14 يوليو 2020، مع مطور ألعاب الفيديو البريطاني تيم17 كناشر رئيسي لها. حظيت نيون أبيس باستقبال إيجابي بشكل عام لدى نقاد ألعاب الفيديو.

## أسلوب اللعب
يتقمص اللاعبون دور عضو في ”فرقة الغريم“، وهي مجموعة شكلها شخص يعرّف نفسه على أنه هاديس، إله العالم السفلي اليوناني؛ يمكن فتح المزيد من الشخصيات مع التقدم في اللعبة أو من خلال شراء محتوى قابل للتحميل (DLC). يبدأون رحلتهم من ملهى ليلي مضاء بالنيون، وهدف فرقة الغريم هو استكشاف منطقة تحت الأرض تُعرف باسم الهاوية، من خلال سلسلة من المستويات التي تم إنشاؤها إجرائيًا، من أجل مطاردة الآلهة الجديدة وتدميرها وكذلك أتباعها. يمكن للاعبين الرجوع إلى المواقع التي تمت زيارتها سابقًا باستخدام أحجار النقل الآني للوصول إلى الصناديق المغلقة أو الغرف المغلقة سابقًا.
قد يتحصل اللاعبون عشوائيًا على مزيج من الأسلحة والعناصر الفريدة التي تغير من طريقة عمل قواعد اللعبة أو تزيد من الضرر الذي تصدره شخصياتهم.